# Tămășeu
Tămășeu (ungarisch Paptamási oder Tamási) ist eine Gemeinde im Kreis Bihor im Nordwesten Rumäniens. In der Gemeinde gibt es vier Orte Tămășeu, Niuved, Parhida und Satu Nou.

## Geografie
Tămășeu grenzt an folgende Gemeinden:
| Pocsaj (HU-HB)                      | Roșiori                                     |        |
| Kismarja (HU-HB) Nagykereki (HU-HB) | Kompassrose, die auf Nachbargemeinden zeigt | Sălard |
| Borș                                | Biharia                                     |        |

## Geschichte

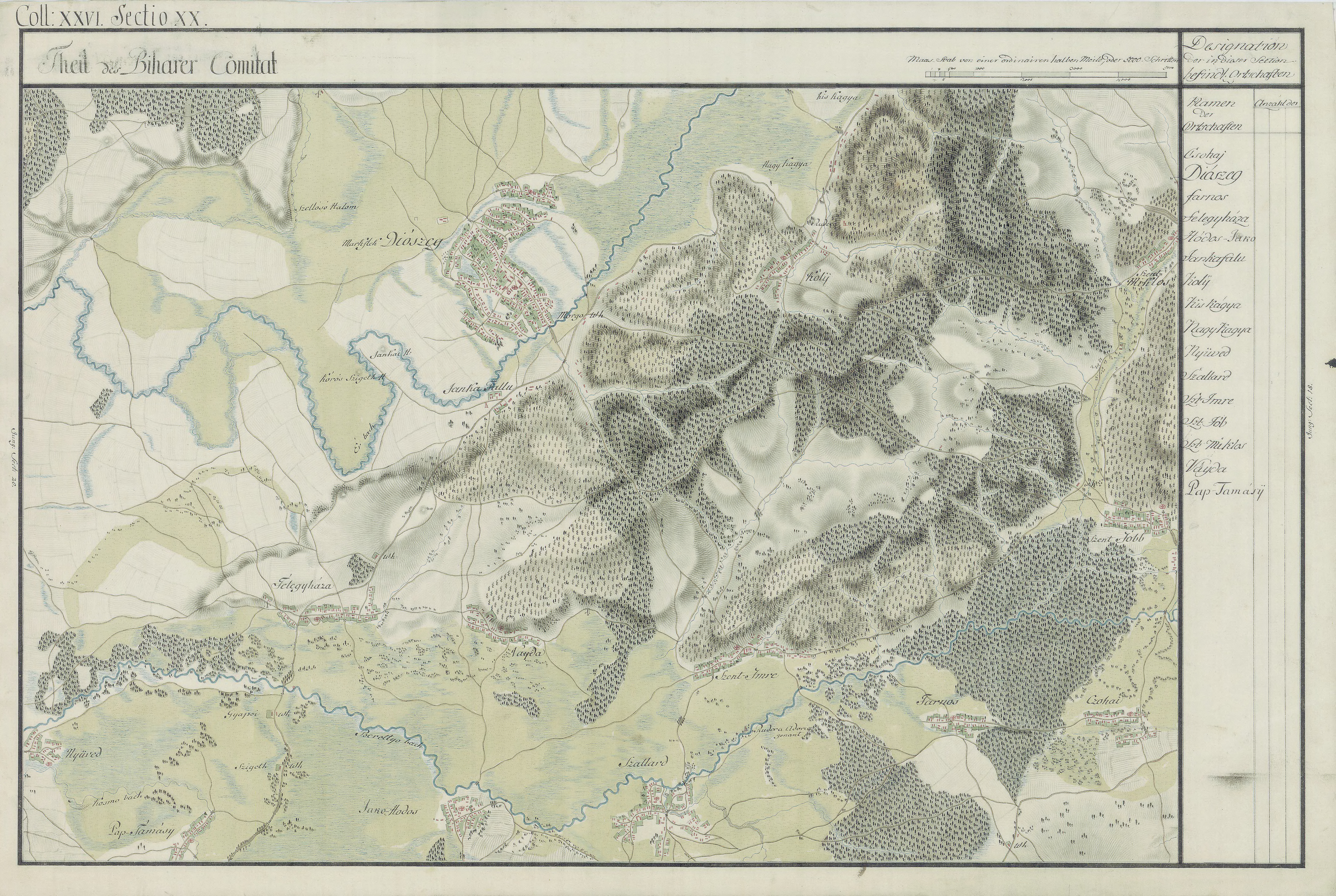
Pap-Tamásÿ (links unten) um 1782 (Aufnahmeblatt der Josephinischen Landesaufnahme)

Der Ort Tămășeu wurde erstmals 1291 urkundlich erwähnt.

## Wirtschaft und Verkehr
Durch den Ort führt die Europastraße 671. Durch die Gemeinde am Ort Biharia entlang führt die Bahnstrecke von und nach Oradea.